# Tina Pica
Tina Pica, eigentl. Concetta Annunziata Pica, (* 31. März 1884 in Neapel; † 16. Juli 1968 in Neapel-Vomero) war eine italienische Schauspielerin.

## Leben
Die im neapolitanischen Stadtteil Borgo Sant’Antonio Abate gebürtige Concetta „Tina“ Annunziata Pica begann bereits als junges Mädchen Theater zu spielen und unternahm erste Schritte auf den Bühnenbrettern des Teatro S. Ferdinando ihrer Heimatstadt. Nach ihrem Auftritt in „Il cerinaio della ferrovia“ wurde sie als Jugendliche vom Dienst eingesetzt, zunächst als Mitglied der Compania Stella. Ihre hohle, tiefe Stimme und die eher herbe Erscheinung führte dazu, dass man Tina Pica auch den Hamlet in einer Fassung im neapolitanischen Dialekt spielen ließ. Später schloss sie sich für rund anderthalb Jahrzehnten den Bühnentruppen der Brüder Eduardo und Peppino De Filippo (‘Il teatro umoristico dei De Filippo’) an und avancierte schließlich zu einer Volksschauspielerin mit einiger Popularität im südlichen Italien. 1938 wurde Tina Pica Teilhaberin an einer eigenen Theatergruppe.

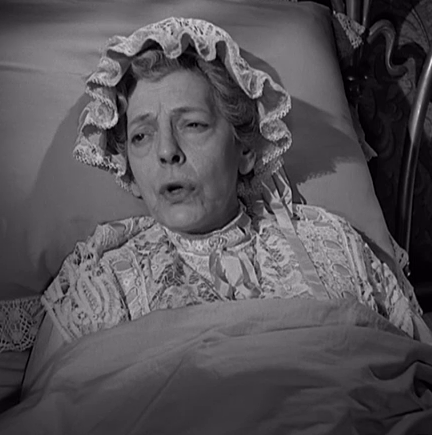
Tina Pica in dem Film Großmutter Sabella

Beim Film begann die Schauspielerin relativ spät, ihre Karriere vor der Kamera nahm erst nach dem Zweiten Weltkrieg Gestalt an, als Tina Pica mit einer Fülle von Nebenrollen in Unterhaltungsfilmen – überwiegend Komödien und Lustspiele aber auch einige Dramen und Melodramen – bedacht wurde. Meist sah man sie als bodenständige, lautstarke und temperamentvolle Mütter- und Großmütter aber auch als bigott-katholische und altjüngferliche Nervensägen, häufig an der Seite beliebter 1950er-Jahre-Stars wie Sophia Loren, Alberto Sordi, Gina Lollobrigida, Vittorio de Sica und Giovanna Ralli.
Gegen Ende ihrer Filmkarriere überließ man der betagten, als nonkonformistisch geltenden Künstlerin auch einige Hauptrollen. So sah man Tina Pica z. B. als kämpferische Großmutter Sabella in der gleichnamigen Inszenierung von 1957 und zwei Jahre später als titelgebender weiblicher Sheriff in der Western-Parodie „Tina räumt auf“, aber auch in weiteren nicht gerade anspruchsvollen B-Produktionen wie „Arriva la zia d’America“, „La pica sul Pacifico“ und „Mia nonna poliziotto“. Ihre filmischen Aktivitäten beendete Tina Pica 1963 erneut mit der Rolle einer energetischen und entschiedenen Großmutter, ein weiteres Mal an der Seite ihrer häufigen Mitspielerin Sophia Loren.
Ihre letzten Lebensjahre verbrachte die mittlerweile verwitwete, als tiefgläubig geltend Künstlerin im Hause ihres Neffen Giuseppe im neapolitanischen Stadtteil Vomero, wo sie sich vor allem dem Gebet (in der eigenen, kleinen Kapelle) und dem Kochen widmete. In Rom wurde eine Straße (Via Tina Pica) nach ihr benannt, in Tina Picas Heimatstadt Neapel ihr zu Ehren ein öffentlicher Garten.

## Filmografie (Auswahl)
- 1916: Ciccio, il pizzaiuolo del Carmine
- 1916: Carmela, la sartina di Montesanto
- 1933: Il delitto di San Giovanni a Teduccio
- 1934: Il cappello a tre punte
- 1937: Fermo con le mani
- 1939: Terra di nessuno
- 1947: Sperduto nel buio
- 1948: Razzia in Neapel (Proibito rubare)
- 1949: Fiamme sulla laguna
- 1950: Il voto
- 1951: Destino
- 1951: Filumena Marturano
- 1951: Porca miseria
- 1952: Die sieben Hauptsünden (Les sept péchés capitaux)
- 1952: Das Lied vom Verrat (Processo alla città)
- 1952: Ergastolo
- 1953: Brot, Liebe und Fantasie (Pane, amore e fantasia)
- 1953: Rimorso
- 1953: Karussell Neapel (Carosello napoletano)
- 1954: Das Gold von Neapel (L’oro di Napoli)
- 1954: Liebe, Brot und Eifersucht (Pane, amore e gelosia)
- 1954: Die Mädchen vom Fernamt 04 (Le signore delle 04)
- 1954: Die Bettlerin von Notre Dame (Le due orfanelle)
- 1954: Im Zeichen der Venus (Il segno di Venere)
- 1955: Graziella
- 1955: Ein Held unserer Tage (Un eroe dei nostri tempi)
- 1955: Liebe, Brot und 1000 Küsse (Pane, amore e…)
- 1955: Wiedersehen auf Capri (Un po’ di cielo)
- 1956: Der Nerzmantel (Una pellicca di visone)
- 1956: Vater wider Willen (Era di venerdi 17)
- 1957: Luftschlösser (Il conte Max)
- 1957: Großmutter Sabella (La nonna Sabella)
- 1958: Mia nonna poliziotto
- 1958: Don Vesuvio und das Haus der Strolche (Il bacio del sole)
- 1959: La duchessa di Santa Lucia
- 1959: Tina räumt auf (La sceriffa)
- 1961: Che femmina ! …e che dolori
- 1963: Gestern, heute und morgen (Ieri, oggi, domani)